# Guillermo Caram
Guillermo Caram Herrera (San Pedro de Macorís, República Dominicana, 28 de enero de 1941) es un político, economista e ingeniero dominicano, que se desempeñó como Gobernador del Banco Central y Vicepresidente del PRSC de la República Dominicana.

## Biografía
Nació el 28 de enero de 1941 en la ciudad de San Pedro de Macorís, República Dominicana; hijo de Pedro Caram Risi y Altagracia Herrera Khourie, ambos descendiente de inmigrantes libaneses. Se graduó de Bachiller en 1956, y después ingresó a la Universidad Autónoma de Santo Domingo, de donde se graduó en Ingeniería civil en 1961.
Becado por la OEA, se gradúa de Maestría en Planificación dentro del Programa Interamericano desarrollado en el Instituto de Planeamiento de Lima, Universidad de Ingeniería del Perú, con el asesoramiento de la Universidad de Yale; siendo recomendada la publicación de su tesis la cual versó sobre una Metodología de Investigaciones de la Planificación Regional tomando como antecedente de campo el estudio socioeconómico de la Región del Yuna de la República Dominicana en el que participó en 1963. Fue contratado posteriormente como profesor de dicho centro internacional.
Fundador del Partido Revolucionario Social Cristiano en 1961, del cual fue Secretario Ejecutivo de la Comisión Técnica Asesora en 1964, Secretario de Organización en 1965 y Vicepresidente en 1967. Fue elegido en 1968 Regidor del Ayuntamiento del Distrito Nacional y como tal designado Presidente de la Comisión de Obras Públicas y Planificación. En 1977 aspiró por la nominación presidencial de ese partido.
Luego de laborar en la Secretaría de Obras Públicas como pasante, comenzó a trabajar para la Oficina Nacional de Planificación (ONAPLAN), donde desde 1962 se desempeñó como Asistente de Planificación Regional, Director de Planificación Urbana, Director de Programación Social y Subdirector Técnica; posición esta última desde donde dirigió la elaboración del Programa de Inversiones Públicas 1968-1970 y el Primer Plan Nacional de Desarrollo 1970 –1974. 
En esas posiciones desempeñó tareas de contraparte a la misión OEA – BID –CEPAL que asesoró al país con posterioridad a la revolución de abril de 1965 y diseñó mecanismos para la administración de fondos de desarrollo como del Fondo de Preinversión y el Fondo Especial para el Desarrollo Agropecuario (FEDA). Asimismo, fue miembro de la Junta de Directores del Instituto Nacional de la Vivienda, de Recursos Hidráulicos y de Acueductos y Alcantarillados.
En el orden internacional fue miembro de la Comisión Dominico-Venezolana de Comercio e Inversión y representante cuasi permanente a las reuniones anuales del Comité Interamericana de la Alianza para el Progreso desde 1967 al 1973.
En 1969 formó parte de la Comisión Gubernamental que elaboró un proyecto de ley sobre organizaciones populares y vecinales en la República Dominicana. En 1972 se desempeñó como asesor de CEDPOEX, en 1974 fue designado asesor del presidente de la República en Programas de Desarrollo en 1974. En 1976 asesoró al IDSS.
En 1986 fue designado secretario técnico de la Presidencia desde donde sustentó la ejecución del Programa de Inversiones Públicas como catalizador del desarrollo, manejó las relaciones con organismos internacionales y gobiernos extranjeros en cuanto a cooperación técnica y asistencia financiera, representó al gobierno en el Diálogo Tripartito celebrado entre empresarios y trabajadores con le mediación de la Iglesia e impulsó la renegociación del contrato con la Falconbridge. 
En 1989 fue designado Secretario de Estado de Finanzas y más tarde Gobernador del Banco Central de la República Dominicana. En 1996 fue designado Embajador – Asesor económico de la Secretaría de Relaciones Exteriores. De y posteriormente 1998 al 2008 se desempeñó como asesor de la Cámara de Diputados. En 1996 asesoró al Senado de la República y ha asesora la Liga Municipal Dominicana. Ha sido consultor en programas mejora de la administración pública dirigidos por el Ministerio de Administración Pública con financiamiento de la Unión Europea y el BID.
Ha sido profesor de las principales universidades nacionales: de Planificación en la Facultad de Economía en la Universidad Autónoma de Santo Domingo; de Teoría y Organización de la Planificación y Economía Dominicana en la Pontificia Universidad Católica Madre y Maestra; de Geografía Económica y Dominicana en la Universidad Nacional Pedro Henríquez Ureña; y de Metodología de Investigación y Planeamiento estratégico en la Universidad APEC. Fue profesor del Instituto de Periodismo Dominicano.
En 1972 fue director Ejecutivo de Acción pro Educación y Cultura (APEC) desde donde promovió la introducción de los cursos por correspondencia. Fue Vicepresidente de la Universidad APEC y miembro del Consejo Consultivo fundador de la UCE. De 1983 a 1986 dirigió la Fundación de Crédito Educativo Inc. desde donde impulso programas de financiamiento a estudiantes meritorios dentro y fuera del país. 
En 1973 se dedicó a la actividad de consultoría privada, formando la firma Técnicos Proyeccionistas y se asoció a la firma Arthur D’Little International, Inc., asesorando como parte de ella al Banco Agrícola de la República Dominicana, al Instituto de Recursos Hidráulicos, a la empresa Brugal & Cía; y en el exterior al Ministerio de Industria y Comercio y al Banco Agrícola del Ecuador; a la Corporación de Desarrollo de Costa Rica; al Banco de la Vivienda de Guatemala; al Instituto de Fomento de Nicaragua, al CENAZUCA en Venezuela. En 1981 formó la firma consultora Serviconsult S.A.  
Ha dictado múltiples conferencias dentro y fuera del país. Se ha desempeñado como articulista de los principales periódicos de circulación nacional: Listín Diario, Última Hora, El Siglo, El Caribe, Nuevo Diario y Hoy, para el que mantiene una columna dominical.
Luego de la fusión del el Partido Social Cristiano con el Partido Reformista, su nombre circuló en una lista corta como candidato a al Vicepresidencia por esa agrupación en el 1986. Ha optado por la Sindicatura y la Senaduría del Distrito Nacional. En 1988 fue escogido como Vicepresidente del Comité Político y posteriormente como Vicepresidente de la Comisión Consultiva. En el 2001 fue designado Presidente de la Comisión Técnica y de Políticas Públicas. En la actualidad es Vicepresidente del PRSC.